# Allemansland
Allemansland är ett uppdiktat, svenskt landskap som förekommer i Lennart Hellsings värld. Det är där Krakel Spektakel och hans vänner Kusin Vitamin, Opsis Kalopsis och många andra bor.
Landskapet har åtminstone fyra städer :
- Näppelunda; en storstad med höga hus. Krakel Spektakels och hans vänners hemstad.
- Ingalunda; en sovstad - vilket enligt Hellsings terminologi är en stad där alla innevånarna ligger och sover hela tiden, dag som natt.
- Sålunda, även Sålunda sommarstad; en "sjöstad", där alla gator är täckta av vatten - så att innevånarna är tvungna att ha dykardräkter.
- Annorlunda; bokstavligt talat en "uppochnervänd värld", där allt är tvärt emot vad det brukar vara.

I boken Den flygande trumman - som innehåller en karta över Allemansland - nämns även en femte stad; Sammalunda, där likformighet uppmuntras.
I Allemansland ligger även den lilla byn Någorlunda.